# Tichy Kálmán
Tichy Kálmán (írói álnevén: Nyíresi-Tichy Kálmán) (Rozsnyó, 1888. október 31. – Budapest, 1968. október 23.) magyar grafikus, író és néprajzkutató, a Rozsnyó Városi Múzeum igazgatója, Tichy Gyula festőművész  öccse.

## Élete
A középiskolát Rozsnyón végezte el. 1906-ban Münchenben Hollóssy Simon tanítványa volt, 1907–1911 között rajztanári oklevelet szerzett a budapesti Képzőművészeti Főiskolán. 1912–1914 között Velencében és Dalmáciában tanulmányúton vett részt. 1912-ben megalapította az Ifjú Művészek Egyesületét és a Nemzeti Szalon alapítója is egyben. Az 1919-20-as tanévben a rozsnyói evangélikus főgimnázium tanára volt. A Szlovenszkói Magyar Kultúregyesület helyi titkára, 1924-től a Rozsnyói Bányászati Múzeum igazgatója lett. Sokat írt és 1923–1927 között a Sajóvidék felelős szerkesztője volt, később a Prágai Magyar Hírlap tudósítójaként dolgozott. A Magyar Minerva és a Képes Újság is közölte írásait, valamint számos fontosabb magyarországi lapnál is megjelentek írásai. 1943-ban leváltották a múzeum éléről, 1948-ban kitelepítették Csehszlovákiából. Magyarországon ekkor már csak a képzőművészettel foglalkozott.

## A múzeumigazgató
Igazgatósága alatt a gyűjtemény gyarapodott. Néprajzi kutatómunkát végzett Gömör és Kishont vármegyében. A halászatot, a pásztorkodást, a Gömör vármegyei fazekasságot tanulmányozza, lerajzolta a nevezetesebb épületeket, a népi építészet emlékeit. Feldolgozta Pákh Albert levéltári hagyatékát.
A második világháború alatt a múzeum anyagát a német hadsereg ismeretlen helyre szállította. A gyűjtemény tárolására pedig egy bőrgyár alagsorát jelölték ki, mert a kiállítótermet a városi rendőrség magának tartotta fenn.[forrás?]

## A Képzőművész
Képzőművészeti írásai zöme a kétnyelvű Slovenska Grafikában jelent meg. 1910-től 1945-ig tagja volt a KÉVÉnek (Magyar Képzőművészek és Iparművészek Egyesülete). Főleg szecessziós jellegű grafikai munkái jelentősek. Egy tusosüveg meséi címmel linóleummetszet-sorozatot adott ki. A kakaslábú vár ostroma című képe a pozsonyi múzeum tulajdonába került. Ő tervezte a Kazinczy könyvkiadó emblémáját és jópár kiadványának címlapját. Egy ideig a Mi Lapunk is az ő címképeivel jelent meg. 1957-ben ő tervezte meg a Rozsnyói városháza nagytermét.

## Az író
Első regénye 1915-ben jelent meg Budapesten (Erinnis). Számos lap munkatársa (Pásztortűz, Napkelet, Tükör, Búvár, Forrás, Új magyar Múzeum). Szépirodalmi munkássága nem olyan jelentős, de ő az első felvidéki sci-fi-író, és szatirikus regényt is ő írt először a felvidéki magyarok közül (Cinege úr végzetes tavasza). Verset és prózát egyformán írt. A Négy évszak című könyve egyszemélyű almanachnak is tekinthető.

## Művei

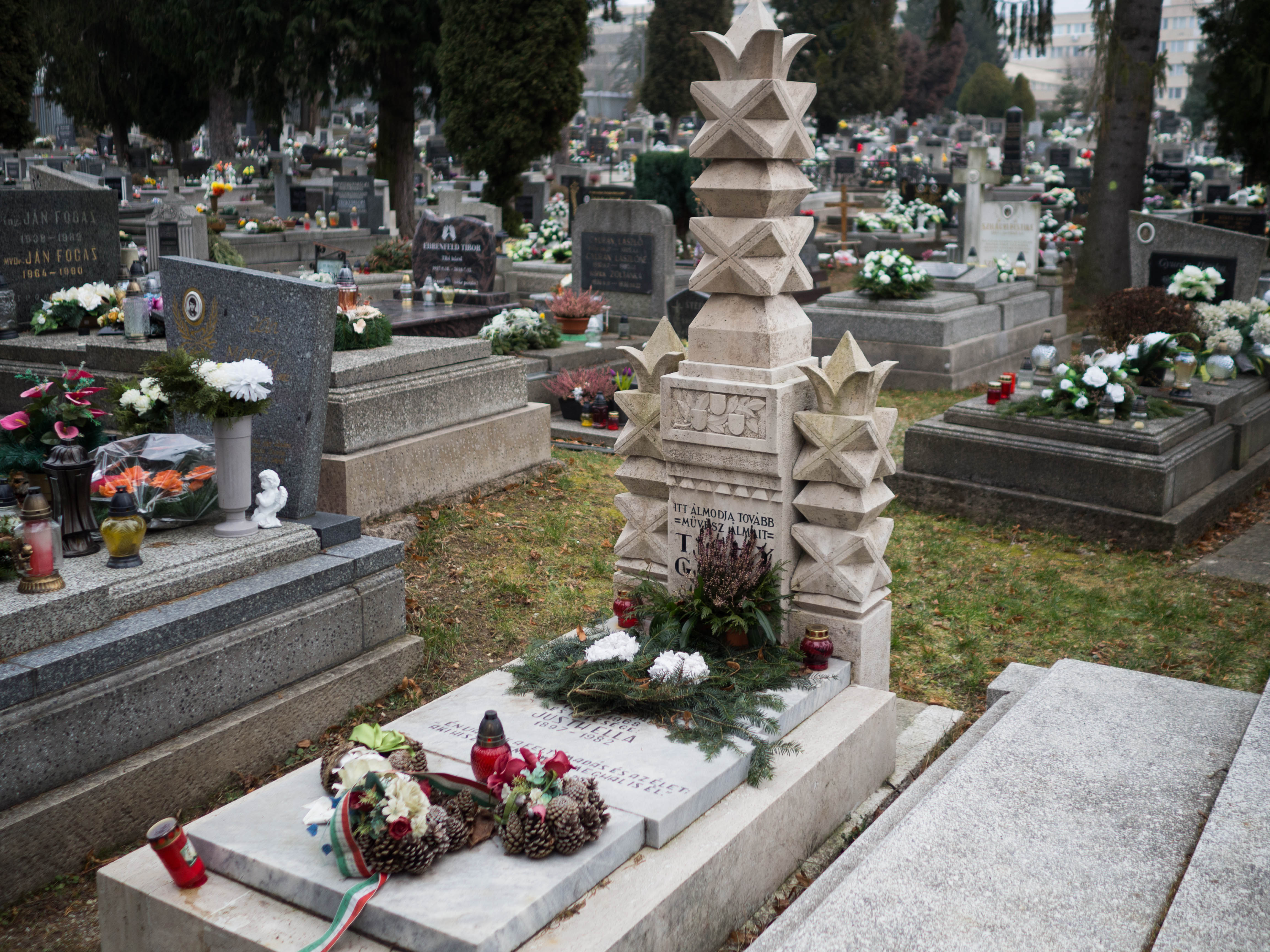
Siremléke a rozsnyói temetőben

- Erinnis, tudományos-fantasztikus regény (folytatásokban a Budapest c. napilap 1915-ös februári számaiban)
- A négy évszak. Színek, mosolyok, könnyek, (versek és elbeszélések), Berlin, 1927
- Phileciumtól Pelsőcig. Részletek Pelsőc történetéből, Rozsnyó, 1932
- Cinege úr végzetes tavasza, szatirikus kisregény, MagyarMinerva 1937/1–8 (folytatásokban), újraközlés: Szép Angéla háza (szerk. Turczel Lajos), 1984
- Pákh-relikviák a Rozsnyói Városi Múzeumban, különnyomat, Rozsnyó, 1943
- A Rozsnyói Városi Múzeum céhtáblái, különnyomat, Kassa, 1943
- Rozsnyói városképek, különnyomat, Kassa, 1944
- Rozsnyó múzeumügye új csapásokon, különnyomat, Kassa, 1944
- Thain János–Tichy Kálmán: Kisalföldi és gömöri népi építészet; sajtó alá rend., bev. Liszka József; Néprajzi Múzeum, Budapest, 1991 (Series historica ethnographiae)